# Piana kwantowa
Piana kwantowa lub piana czasoprzestrzenna – fluktuacja czasoprzestrzeni na bardzo małym obszarze. Opisywana jest przez mechanikę kwantową. Pomysł zaprezentował w 1955 roku John Archibald Wheeler.

## Opis
Niepełna teoria grawitacji kwantowej nie pozwala na upewnienie się, jak wygląda czasoprzestrzeń w bardzo małych skalach. Nie ma powodu, dla którego czasoprzestrzeń miałaby być idealnie płaska. Jest natomiast możliwe, iż ta jest zbudowana z małych, ciągle zmieniających się obszarów, w których przestrzeń i czas nie są określone. Przestrzenie te miałby się zmieniać podobnie do piany – stąd nazwa.
Wheeler zasugerował, że zasada nieoznaczoności Heisenberga może pokazywać, iż na wystarczająco małych odległościach i wystarczająco krótkich odstępach czasu „geometria czasoprzestrzeni zmienia się gwałtownie”. Wahania te mogą być na tyle duże, że czasoprzestrzeń w skali mikroskopowej ma „pienisty” charakter odbiegający od widocznej w skali makroskopowej gładkiej powierzchni.

## Eksperymenty
W 2009 r. dwa teleskopy MAGIC (Major Atmospheric Gamma-ray Imaging Cherenkov Telescope) wykryły, że wśród fotonów promieniowania gamma, które przybyły z blazara Markarian 501, niektóre z fotonów o różnych poziomach energetycznych przybywały w różnych odstępach czasu, co sugeruje, że niektóre fotony poruszały się wolniej i tym samym zaprzeczając ogólnej teorii względności, że prędkość światła jest stała. Fakt ten można wytłumaczyć nieregularnością piany kwantowej. Późniejsze eksperymenty nie były jednak w stanie potwierdzić przypuszczalnej zmiany prędkości światła z powodu ziarnistości przestrzeni.
Inne eksperymenty badające polaryzację światła z odległych rozbłysków gamma również przyniosły sprzeczne wyniki. Inne eksperymenty trwają lub są proponowane.

### Problemy z eksperymentami
Podstawowym problemem jest fakt, iż duże fluktuacje charakterystyczne dla czasoprzestrzennej piany pojawią się na skali rzędu długości Plancka. Spienioną czasoprzestrzeń można zmierzyć z pewną dokładnością, ponieważ rozmiary „tuneli kwantowych”, przez które przemieszcza się światło, zmieniają się. W zależności od zastosowanego modelu czasoprzestrzeni niepewności zmieniają się, gdy światło podróżuje na dalekie odległości.
Obserwacje kwazarów pod promieniowaniem rentgenowskim i promieniowaniem gamma, podczas których wykorzystywano informacje NASA z Teleskopu kosmicznego Chandra, Fermi Gamma-ray Space Telescope oraz VERITAS wykazały, że czasoprzestrzeń nie wydaje się być pienista nawet na odległościach tysiąc razy mniejszych niż jądro atomu wodoru.
Obserwacje radiacji z pobliskich kwazarów wykonane w Centrum Lotów Kosmicznych imienia Roberta H. Goddarda pokazały granice wątpliwości w szczególnej teorii względności, które wynikały z istnienia piany kwantowej. Zatem dowody eksperymentalne do tej pory podały zakres technologiczny, w których naukowcy mogą testować pianę kwantową.

#### Model losowej dyfuzji
Wykrywanie kwazarów w odległości miliardów lat świetlnych przez Chandrę wyklucza model, w którym fotony rozpraszają się losowo w pianie czasoprzestrzennej, podobnie jak światło rozpraszające się przez mgłę.

#### Model holograficzny
Pomiary kwazarów przy krótszych długościach fal gamma za pomocą Fermiego i VERITAS wykluczają drugi model, zwany modelem holograficznym o mniejszej dyfuzji.

## Piana kwantowa a inne teorie
Fluktuacje kwantowe tłumaczące powstawanie energii w próżni zgadzają się z teorią piany kwantowej.
Teoria piany spinowej jest wzbogaceniem teorii piany kwantowej o nowe właściwości.